# Shiloh (Geórgia)
Shiloh é uma cidade localizada no estado americano de Geórgia, no Condado de Harris.

## Demografia
Segundo o censo americano de 2000, a sua população era de 423 habitantes.
Em 2006, foi estimada uma população de 434, um aumento de 11 (2.6%).

## Geografia
De acordo com o United States Census Bureau tem uma área de 5,9 km², dos quais 5,8 km² cobertos por terra e 0,1 km² cobertos por água.

## Localidades na vizinhança
O diagrama seguinte representa as localidades num raio de 20 km ao redor de Shiloh.